# Puput (Simpang Katis)
Puput is een bestuurslaag in het regentschap Bangka Tengah van de provincie Bangka-Belitung, Indonesië. Puput telt 2345 inwoners (volkstelling 2010).